# جنرال (الولايات المتحدة)
في الجيش الأمريكي، الجنرال هو الضابط الأعلى رتبة من رتبة فريق أول؛ وهي أعلى رتبة ضابط مفوض يمكن الوصول إليها في القوات المسلحة الأمريكية، باستثناء البحرية وخفر السواحل، والتي لها رتبة مكافئة وهي الأميرال بدلاً من ذلك. يتم تعريف الشارة الرسمية والشكلية لـ "الجنرال" من خلال نجومها الأربعة (عادة ما تكون فضية ومتتالية).
رتبة الجنرال تأتي فوق رتبة فريق أول بثلاث نجوم وتحت رتبة خمس نجوم الخاصة في زمن الحرب وهي رتبة جنرال الجيش أو جنرال القوات الجوية. لا يوجد لدى قوات مشاة البحرية وقوات الفضاء رتبة أعلى من الجنرال. الدرجة الوظيفية للجنرال هي O-10. وهو يعادل رتبة أميرال في القوات المسلحة الأمريكية الأخرى التي تستخدم الرتب البحرية. يتم اختصار الرتبة إلى GEN في الجيش و Gen في سلاح مشاة البحرية والقوات الجوية وقوات الفضاء.
نظرًا لأن الرتب العليا من رتبة جنرال الجيش ورتبة جنرال القوات الجوية كانت مخصصة للاستخدامات المهمة في زمن الحرب فقط (في العصر الحديث أعيد إنشاؤها للحرب العالمية الثانية)، فإن رتبة الجنرال عادة ما تكون أعلى رتبة ضابط عام في القوات الحديثة.

## الخطاب
رسميًا، يتم استخدام مصطلح "جنرال" دائمًا عند الإشارة إلى جنرال ذي أربع نجوم. ومع ذلك، قد يشير إليهم عدد من المصطلحات المختلفة بشكل غير رسمي، نظرًا لأن الجنرالات من الرتبة الأدنى قد يُشار إليهم أيضًا باسم "جنرال" ببساطة.

## الحدود القانونية

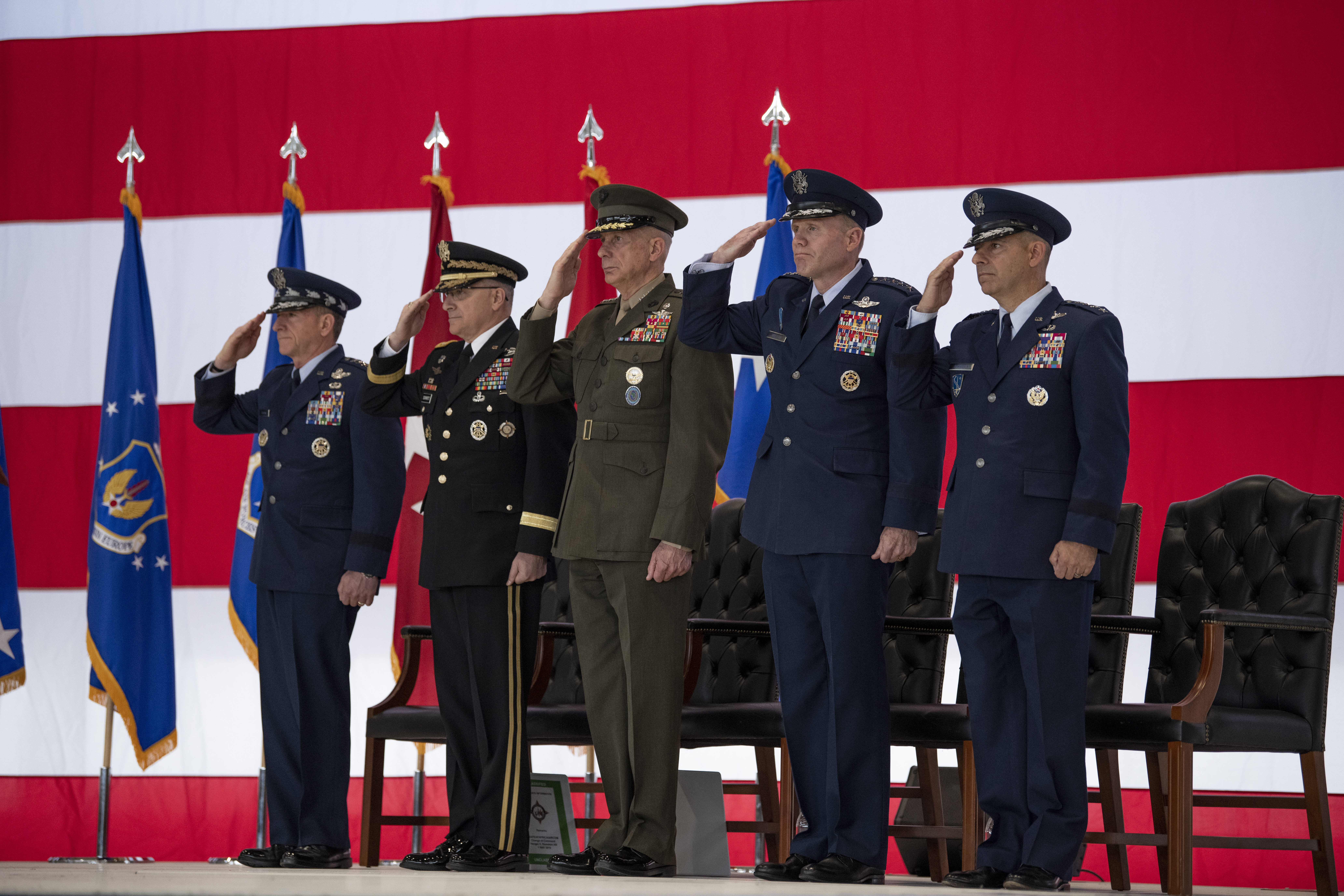
يشارك جنرالات من ذوي الأربع نجوم في القوات الجوية الأمريكية وسلاح مشاة البحرية الأمريكية والجيش الأمريكي في حفل تغيير القيادة.

يحدد قانون الولايات المتحدة بشكل صريح العدد الإجمالي للضباط العامين (الذين يطلق عليهم ضباط العلم في البحرية وخفر السواحل) الذين يجوز لهم التواجد في الخدمة الفعلية في أي وقت. يقتصر العدد الإجمالي للضباط العامين العاملين على 231 في الجيش، و62 في سلاح مشاة البحرية، و198 في القوات الجوية، و162 في البحرية. لا يجوز لأكثر من 25% من الضباط العامين أو الضباط الرئيسيين في الخدمة الفعلية أن يحملوا أكثر من نجمتين، ويحدد القانون العدد الإجمالي للضباط ذوي الأربع نجوم المسموح بهم في كل خدمة.  تم تحديد هذا على أساس ثمانية جنرالات في الجيش، واثنين من جنرالات مشاة البحرية، وتسعة جنرالات في القوات الجوية، واثنين من جنرالات قوات الفضاء، وستة أميرالات في البحرية، وأميرالين خفر السواحل. 
وقد تم حجز العديد من هذه المناصب بموجب القانون. على سبيل المثال، يتم تعيين العضوين الأعلى رتبة في كل خدمة (رئيس الخدمة ونائب رئيس الخدمة) كجنرالات. بالنسبة للجيش، رئيس الأركان ونائب رئيس الأركان هما جنرالان؛ وبالنسبة لسلاح مشاة البحرية، فإن القائد ومساعد القائد كلاهما جنرالان؛ وبالنسبة للقوات الجوية، فإن رئيس الأركان ونائب رئيس الأركان هما جنرالان؛ وبالنسبة لقوة الفضاء، فإن رئيس عمليات الفضاء ونائب رئيس عمليات الفضاء هما جنرالان. بالإضافة إلى ذلك، بالنسبة للحرس الوطني، فإن رئيس مكتب الحرس الوطني هو جنرال في الخدمة الفعلية في الجيش أو القوات الجوية.
هناك استثناءات عديدة لهذه الحدود تسمح بما يزيد عن المخصص في القانون:
- ضابط يشغل منصب رئيس أو نائب رئيس هيئة الأركان المشتركة؛
- الضابط الذي يعمل كرئيس لمكتب الحرس الوطني يحسب فقط ضمن الحد الأقصى للخدمة المكون من أربع نجوم؛
- قائد القيادة القتالية الموحدة؛
- قائد القوات الأمريكية في كوريا؛ [2]
- الضباط الذين يشغلون مناصب استخباراتية معينة مثل مدير وكالة الاستخبارات المركزية؛
- الضباط الذين يخدمون في مناصب ذات أربع نجوم أضافها الرئيس إلى خدمة واحدة، والتي يتم تعويضها عن طريق إزالة عدد مكافئ من الخدمات الأخرى.

أخيرًا، يجوز التنازل عن جميع القيود القانونية وفقًا لتقدير الرئيس أثناء أوقات الحرب أو الطوارئ الوطنية.

## التنصيب ومدة الولاية

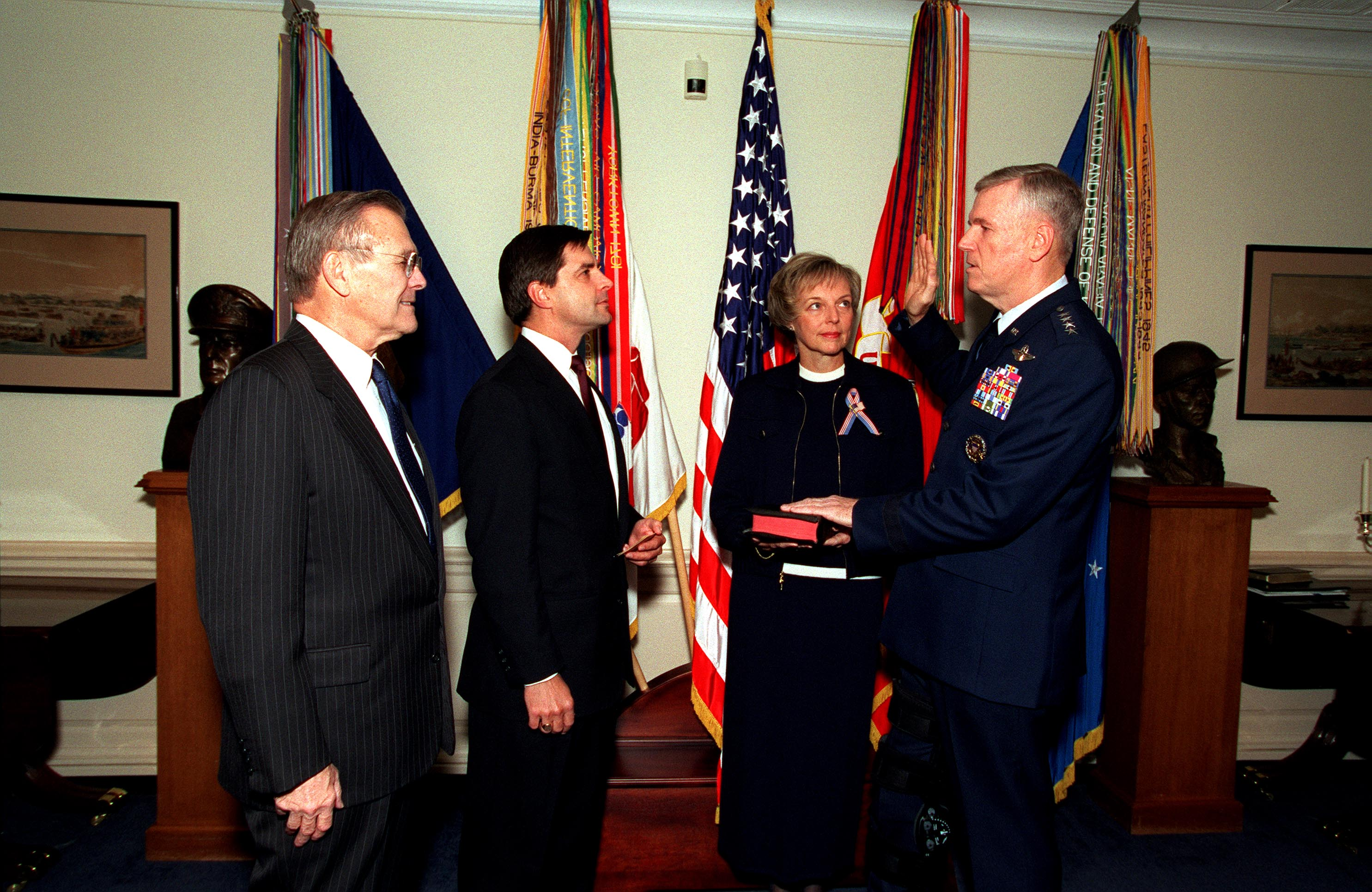
الجنرال ريتشارد مايرز يؤدي اليمين الدستورية رئيسًا لهيئة الأركان المشتركة

ترتبط الدرجات ذات الأربع نجوم جنبًا إلى جنب مع المناصب التي ترتبط بها، وبالتالي فإن الرتبة مؤقتة؛ لا يمكن الاحتفاظ بالرتبة النشطة للجنرال إلا لفترة محددة - على الرغم من أنه عند التقاعد، إذا تم استيفاء متطلبات الخدمة المرضية، يُسمح للجنرال أو الأدميرال عادةً بالاحتفاظ بهذه الرتبة في التقاعد، بدلاً من العودة إلى منصب أدنى، كما كانت الحال في السابق. تنتهي رتبهم النشطة بانتهاء مدة ولايتهم، والتي عادة ما يتم تحديدها بموجب القانون.  يتم ترشيح الجنرالات للتعيين من قبل الرئيس من بين أي ضباط مؤهلين يحملون رتبة عميد أو أعلى والذين يستوفون متطلبات المنصب، مع مشورة وزير الدفاع ووزير الخدمة (وزير الجيش، وزير البحرية، أو وزير القوات الجوية)، وإذا لزم الأمر، هيئة الأركان المشتركة.  بالنسبة لبعض المناصب، يسمح القانون للرئيس بالتنازل عن تلك المتطلبات للمرشح الذي يُعتقد أنه يخدم المصالح الوطنية. يجب أن يتم تأكيد المرشح من قبل مجلس الشيوخ الأمريكي قبل أن يتمكن المعين من تولي منصبه وتولي الرتبة.  يمكن أيضًا منح الرتب العامة بموجب قانون صادر عن الكونجرس، ولكن هذا نادر للغاية. المدة القياسية لمعظم ضباط العلم هي فترة عامين مع إمكانية إعادة ترشيحهم لفترة إضافية.
ويخدم رئيس هيئة الأركان المشتركة ونائبه ورؤساء الأجهزة ورئيس مكتب الحرس الوطني عادة لمدة أربع سنوات.
يعد تعيين ضباط العلم (3 نجوم أو أكثر) ترقية مؤقتة تستمر فقط طوال مدة التعيين في الوظيفة. عند التقاعد، يعود الضباط إلى رتبهم الدائمة ذات النجمتين، وهي لواء أو أميرال بحري، ما لم يتم ترشيحهم من قبل الرئيس للتقاعد برتبة أعلى (وهو ما أصبح الممارسة الطبيعية في السنوات الأخيرة). ويمكن الموافقة على تمديد مدة الولاية العادية، ضمن الحدود القانونية، ولكن هذا نادر، لأنه يمنع ترقية ضباط آخرين. يمكن التنازل عن بعض الحدود القانونية في أوقات الطوارئ الوطنية أو الحرب.

## التقاعد
إلى جانب التقاعد الطوعي، ينص القانون على عدد من المتطلبات المتعلقة بالتقاعد. يجب على الجنرال التقاعد بعد 40 عامًا من الخدمة ما لم يتم إعادة تعيينه للخدمة لفترة أطول. وإلا فيجب على جميع الضباط العامين التقاعد في الشهر التالي لبلوغهم سن الرابعة والستين. ومع ذلك، يمكن لوزير الدفاع تأجيل تقاعد الجنرال حتى بلوغ الضابط سن السادسة والستين  ويمكن للرئيس تأجيله حتى بلوغ الضابط سن الثامنة والستين.  للتقاعد برتبة أربع نجوم، يجب على الضابط أن يجمع ما لا يقل عن ثلاث سنوات من الخدمة الفعلية المرضية في تلك الدرجة، كما هو معتمد من قبل وزير الدفاع.
 